# Rearguard Falls Provincial Park
Der Rearguard Falls Provicial Park ist ein nur 49 Hektar großer Provincial Park im Osten der kanadischen Provinz British Columbia. Der Park liegt etwa 5 Kilometer östlich von Tête Jaune Cache am nördlichen Teilabschnitt des Trans-Canada Highway (Highway 16). Der Park liegt im Fraser-Fort George Regional District in unmittelbarer Nähe zum Mount Robson Provincial Park.

## Anlage
Der Park liegt südlich des Highway 16 und wird in Ost-West-Richtung vom Fraser River durchflossen. Der Fraser stürzt hier auf einer Breite von 18 Meter etwa 6 Meter hinab.

Bei dem Park handelt es sich um ein Schutzgebiet der Kategorie III (Naturdenkmal).

## Aktivitäten
Touristische Hauptattraktion des Parks ist der namensgebende Wasserfall.
Der Park hat keine Stellplätze für Wohnmobile oder Zelte, verfügt aber über eine einfache Sanitäranlage.